# のらみみ
『のらみみ』は、ビッグコミックスピリッツ増刊『IKKI』（現・『月刊IKKI』）13号（2003年2月1日号）から2009年12月号まで連載された原一雄の漫画作品。

## 概要
子供のいる家庭に居候する「キャラ」という存在が当たり前になった時代を舞台とした物語。主人公であるキャラ、のらみみとその居候先である「居候キャラ紹介所」（キャラと人間の仲介業）、ハローキッズ59号店を中心に、さまざまなキャラと子供たち、その周囲の人々に起こる出来事を基本的に1話完結で描く。一見すると子供向けアニメのような親しみやすいキャラ造形と、登場人物の機微を丹念に描写した作風が特徴的。
連載4周年にあたる『月刊IKKI』2007年2月号掲載の第45話「はじめの一歩」（コミックス5集収録）を最後に休載していたが、半年後、2007年8月号掲載の第46話「おたまじゃくそんの夏」（6集収録）より再開している。
テレビアニメ化され2008年1月より放送され、さらに10月より『のらみみ2（に）』と題して第二期が放送開始された

## 登場人物
のらみみ
声 - 加藤奈々絵
この物語の主人公。正式名称は「見習いこぼうず・のらみみくん」（以前は「カミナリ小僧・のらみみくん」）。肌は白く、鼻（実は付け鼻）だけが朱色で、大きなでべそがある。どうも人気がない為に本来いるべき子どものいる家庭に居候できず（ただし、10年以上前だが居候していたことはある）、居候キャラ紹介所の「ハローキッズ」59号店に居候している。本当はカミナリ小僧タイプのキャラ（オニ族）であるが、今はこぼうずの格好をしており、（半田と初めて出会った頃に起きた、ある事件が元で）角もなくなっている。特技は人間のへそを抜き取る「へそぬき」だが、本編中では見せたことがない。みずあめが大好物で、いつも甕に入った大量のみずあめを大切に持っており、暇になるとさじでこね回したりすくって舐めたりしている。普段は59号店の職員として掃除やおつかいをしているが、サボる事もしばしば。非常に寒さに強く（カミナリ小僧は基本的に裸のため）、真冬に平気で防寒具なしで歩き回ったり、屋外でアイスを食べたりすることもある。初対面の相手に対しても友達感覚で気軽に話すので人当たりは良いようだが、居候先があるキャラには嫉妬心を抱くことも多い。「チェッ」と舌打ちをする癖がある。字の読み書きは数字と自分の名前以外できなかったが、後におたまじゃくそんとの出会いがきっかけで字の練習を始め、ハローキッズでの事務作業ができるようになる程度にまで読み書きができるようになった。
- アニメでは鼻が黄色っぽい色に、帯が緑から白に変更されている。また、自分がカミナリ小僧であること（特にへそぬきの能力）について語るときに両手を前方に向けて構える独特のポーズをとるようになっている。

半田 トシオ
声 - 白石稔（少年期：岡田幸子）
ハローキッズ59号店に三ヶ月前（連載開始時点）に入社した新入社員。以前は「ニコニコ紹介所」という場末の小さなキャラクター紹介所に勤めていたが、居候できず一人で暮らしていたのらみみとの出会いがきっかけでハローキッズに入社した。のらみみの良き相棒でもあり、のらみみからは「半田っち」と呼ばれている。相当のキャラマニアでもあり、出会ったキャラのオリジナルトレカ（トレーディングする相手がいないため正確には「トレカ」ではないが）や手形、フィギュアを自作している。ドッタリ君とは正式な形でお別れ出来なかった事もあり、彼に新たな居候先が見つかった後も色々とサポートする事が多く、端から見ると過保護なまでに彼の面倒を見続けていたが、その事が後々悲劇を生む結果になった。
トマゴメ
声 - 西村知道
ハローキッズ59号店の所長。顔の形がトマト似のナイスなおやじ。人あたりもよく、落ち着いた性格で社員からも信頼を受けている。キャラの仲介人として自分から子どものいる家庭に進んで紹介をしている。飛び込み営業も所長自らが行っている。子だくさんの上、子供一人一人にキャラがいるため家の中は非常に騒がしい。
ナオミ
声 - 中尾衣里
ハローキッズ59号店に勤めている女性社員。いつもは事務所の奥の席で電話番や事務作業をしている。かなりいい加減な印象を受けるが、時に話す言葉は鋭い一面も見せる。交際する男性に合わせて服装が大きく変わる。フルネームは「銀閣寺ナオミ」（コミックス5集で判明）だが、本人はこの苗字を恥ずかしく思っているらしく、普段は隠している。
- アニメでは、勤務中に結婚相談所のパンフレットを見ていたり、居眠りをしていたりと、いい加減さが強調されている。

更科（さらしな）
声 - 半場友恵
ハローキッズ59号店に勤めている女性社員。前髪が渦を巻いたような髪型が特徴的。この物語の中で一番良心的かつまっとうな女性とされているが、周囲の人間からはどこか人間味の薄い、非現実的な人物に見えることもあるらしい。キャラクターの仲介人として子どものいる家庭に紹介をしており外に出る機会が多い。半田によると「あの人はエラくなりたい」らしく、所長になるためのセミナーに通っていたこともある。フルネームは「更科ユキコ」（『月刊IKKI』2008年11月号で判明）。
シナモン
声 - 喜多村英梨
コミックス3集『あまのじゃくシナモン』から登場。あまのじゃく（オニ・ヒト）タイプのキャラでのらみみと同じオニ族。正式名称は「あまのじゃく・シナモン」。ツノやキバ、頬にあるヒゲのような模様を除けば外見はほとんど人間の少女と変わらない。関西弁で話す。のらみみが昔居候していたとき近所だった。のらみみにとって妹のような存在で、本人ものらみみのことを「兄ちゃん」と呼ぶ。半年前に居候先とお別れした後、キャラ芸人を目指して全国をひとりで修行していた。「おもしろキャラコンテスト」へ参加するために立ち寄った町で、のらみみとおよそ5年ぶりの再会をする。外見は可愛らしいが性格はきつく、周囲の人やキャラに対して辛らつな事を言ったり、不機嫌そうな表情をしていたりすることも多い。また、あまのじゃくな性格が災いし、居候先に迷惑をかけることも多かったらしい。のらみみ達のいる町に住み着いてからも、いつも59号店にいるとは限らず、キャラホテルに長期間滞在したり、町の中をうろついていたりと非常に気まぐれである。のらみみとは対照的に、極端な寒がり。なお、服装が毎回変わる数少ないキャラクターである。
- アニメでは肌の色がのらみみに近い、白っぽい色になっており、服装は初登場時のまま変化しなくなっている。また第1期では、原作でシナモンが登場するエピソードは『あまのじゃくシナモン』以外アニメ化されず、逆にそれ以外の回で登場シーンがアニメ化に際して新たに追加されている。そのためか原作よりも優しい表情やセリフが多くなり、可愛らしいキャラとしての側面が目立っている。

ドッタリ君
声 - 神代知衣
コミックス1集「半田オリジナル」から登場する、半田が幼少だった頃に半田の家に居候していた妖怪タイプのキャラ。正式名称は「のそのそ!ドッタリ君」。物忘れが激しく、そのせいで当時、居候していた半田の家から行方不明になる（半田の誕生日プレゼントを探している内に居候先の住所を忘れ、ついには半田のことまで忘れてしまった）。ズタブクロという大きな袋を常に持ち歩いており、中には思い出の品を沢山しまっている。半田は否定しているが、バカキャラ。現在は斉藤タイ三の家に居候している。字は書けないが、絵が非常にうまい。怪力の持ち主でもある。好物はカレーや焼肉（キャラファイルでは「ネバネバしたやつ」となっている）。
- アニメでの「ド」に強勢を置く名前の読み方は原作者の意向による。

チョコバット
声 - 峰健一
のらみみの好物・みずあめ売りの青年。彼の作るみずあめは評判がよく、遠くからわざわざ買いに来るキャラもいるほどだが、一度売り切れると三ヶ月は待たされるらしい。また、水飴売りの一方で、子供が学校に行っている間暇になるキャラをまとめ「チョコバット団」なる集団を結成し、キャラたちの遊び相手や、居候先との付き合いで悩むキャラの相談相手になったりと、キャラたちの人望も厚い。一時期更科に片思いしていて、実際に彼女に告白したが振られ、傷心の旅に出ていた事もある。
- アニメでも第一期・第二期の第3話等に登場したが、タイトル名やエンドクレジットなどでは「チョコハット」と表記されている。

カメチョビン
声 - 志村由美
コミックス1集「キャラバス出発進行」から登場する、のらみみと仲が良いカメ（リクガメ）タイプのキャラ。正式名称は「ヤンチャなコウラ・カメチョビン」。ハローキッズの長距離送迎バス「キャラバス」で、バスガイドとして乗っていたのらみみと知り合った。甲羅は服のように着せかえる事が出来る。「チョコバット団」のメンバーでもある。
- アニメでは「キャラバス出発進行」が第一期で制作されなかったため、初めからのらみみと顔見知りにという設定になり、後に二期で該当エピソードがアニメ化された際は、カメチョビンの代わりに別のキャラが登場している。

カパユキ
声 - 岡本信彦
コミックス2集「タコヤキネバーランド」から登場する、のらみみと仲が良い河童（妖怪）タイプのキャラ。正式名称は「スラスラスイスイ・カパユキ」。キャラを誘拐して外国に売る「キャラさらいのささやん」に連れ去られたことがあり、この事件がきっかけでのらみみと知り合った。失踪癖があるため居候先からたびたび行方不明になり、捜索願が出されることもある。居候先で貰うお小遣いは洋服代につぎ込む事が多いらしい。「チョコバット団」のメンバーでもある。
- アニメでは誘拐事件以前からのらみみと顔見知りになっている。また、ほぼすべての回に何らかの形で登場している。

ヘイホーコン
声 - 宮田幸季
コミックス3集「のらみみサンシャイン」から登場する、のらみみと仲が良いモンスター（オバケ）タイプのキャラ。正式名称は「フサフサクログロ・ヘイホーコン」。外見は人に近いが、胴体からは黒い毛が伸びて服のようになっている。ものぐさのな性格で人みしりをする。しばらく居候をせず3年も体毛を切らなかった結果、のらみみと初めて出会ったときはモップのような姿になっていた。とがった耳と鼻、自由に伸びる腕が特徴。カパユキと一緒にいることが多い。「チョコバット団」のメンバーでもある。
- アニメでは、原作では登場シーンのない『あまのじゃくシナモン』にも登場。その際、「指」を伸ばすという、原作とは異なる能力を見せた。

まめぺん
声 - 川田妙子
コミックス5集「春のうららら」から登場する、のらみみと仲が良い赤ちゃんふで（ヒト・フデ）タイプのキャラ。正式名称は「ふで不精・まめぺん」。姿はのらみみにやや似ており、後頭部に筆の穂の部分が生えている。本来のキャラのままでは人気がないため大量の衣装や着ぐるみを自作し、全国のハローキッズ店舗を回りながらありとあらゆるタイプのキャラとしてファイルに登録していた（後にファイルはコバチにより元に戻される）。現在はのらみみ同様こぼうずの格好をしており、59号店の近所で居候している。一見善良そうだが実はタチが悪く、機嫌を損ねられた仕返しにドッタリ君を精神的に追い詰めたり、のらみみ達と共謀して詐欺まがいの金儲けをしたりしたこともある。
おたまじゃくそん
声 - 冨澤風斗
コミックス5集「はじめの一歩」から登場する、のらみみと仲が良いおたまじゃくしタイプのキャラ。正式名称は「永久おたまじゃくし・おたまじゃくそん」。生まれたばかりのキャラで、特に何もする事もなく街をぶらついていたところ、59号店のクリスマス用飾り付けに夢中になるのらみみの姿に影響を受け、文字の読み書き練習を始める。そこを訪れたのらみみと知り合いになり、二人で文字の練習（当初のらみみはただ落書きをしていただけだが、後に本格的に文字の練習を始めるようになる）をしていたところ、練習用のボードに誰かが伝言を貼り付けていった事が始まりとなり、後に町中のキャラ達が利用する巨大掲示板と化し、その事が元でおたまじゃくそんも（メモ程度に書き留めていた居候先募集の文字を見た誰かの手により）居候先を見つけ、街を去っていった（掲示板は後にのらみみの手により59号店に移設）。性格は淡々として大人しいタイプではあるが、コミックス6集「おたまじゃくそんの夏」では、久々に再会したのらみみがキャラとして堕落した（事情によりこぼうずキャラをやめ、事務仕事やキャラの居候先斡旋など、キャラの本分を捨ててハローキッズの社員と化した）姿に対して猛烈に激高し、彼を元のこぼうずキャラに戻すために東奔西走する姿が描かれている。
コバチ（小鉢）
コミックス5集「コバチ再見」から登場する、ハローキッズ本社勤務の特別調査員。イメチェンサービス等で本来のキャラクターからかけ離れたキャラを調査し、問題がある場合は是正を勧告するが、その高圧的な態度からキャラはもちろんの事、ナオミらにも恐れられている。半田とは同期入社で、研修中に彼の仕事（とのらみみ）に対する熱い想いを聞かされて仕事に対する誇りが芽生えつつあったが、その後仕事に忙殺されるようになり、徐々に溜まるストレスのため自分を見失いつつあった。そんな時、偶然調査のために訪れた59号店で半田と再会、彼に励まされた事によって再び仕事への熱意を取り戻しつつあり、またその事が元で半田との交際を始めた。半田の方もすっかり彼女にベタ惚れのようで、のらみみに対して彼女の事を惚気たりしている。半田によると高圧的なのは仕事の上でのことであり、二人きりの時の態度は全く違うものらしく、そのギャップも半田には魅力的らしい。ファッションセンスは独特で、私服は妙な柄のものが多い。
緑山（みどりやま）
コミックス6集「秋風ドッタリ君」から登場する新米キャラドクター。基本的にキャラは大きな怪我や病気をする事は少ないが、時折キャラ特有の病気をする場合があり、その治療を担当するのが彼女らキャラドクターの仕事である。基本的にはそのキャラの特性や行動を細かく調査して病気やけがの原因及び治療法を決定するが、大概の場合はタンコブに絆創膏を貼ったり、偽薬（キャンディー）を与える事によって治る場合が多い。彼女自身はまだ新米（基本的に59号店には彼女の師匠である、「タケさん」と呼ばれるキャラドクターが担当している）らしく、知識面等でまだまだ不安な部分も多い。また、かなりドジも多く、キャラドクターにも関わらず、初対面ののらみみに医療用カバンをぶつけて怪我（といってもタンコブだが）を負わせたりしている。下の名前は「里枝」（コミックス6集にて判明）。
これ以外にもほぼ毎回、そのエピソードのメインとなるキャラおよび周辺の人々が登場する。

## 設定解説

### 舞台
「居候キャラが世間にあふれかえる時代」の物語であるが、作中に2006年10月のカレンダーや「ゆとり教育」「高齢化社会」等のセリフが登場するなど、基本的には現代の日本が舞台となっているようである。
- アニメでは「せた」という町が舞台となっている。

### キャラ
「かつて誰もが憧れた、生活を共にし、日常をユカイに演出してくれる」存在。キャラクター、居候キャラとも呼ばれ、現在では世間にあふれかえるごく一般的な存在となっている。一般的には生きものとして認識されているが、恋愛感情を持たない、現実的な怪我や病気をしない、死んだという事例がないなど、通常の生物とは異なる存在である。それぞれが多様な性格を持ち、人間よりも人間らしい悩みや信念を持つものも多い。実在の動植物に似たもの、伝説上の生物の姿をしたもの、人間と同じ姿のものなど容姿もまちまちで、中にはロボットや道具など無生物の姿をしたものもいるが、いずれも人間の言葉を理解し話すことが出来る。強い「居候本能」を持ち、子供と一緒に過ごすことを好む。また、基本的には目立ちたがり屋であり、似たキャラが近くにいたり、ほかのキャラと間違えられたりすることを嫌う。種族が存在するらしい（のらみみやシナモンはオニ族）が、どのようにして生まれるのかは明らかにされていない。作中の大人が「子供の頃には珍しかった」と言及しており、現在のように増加したのはせいぜいここ十数年ほどのことらしいが、数百年前から存在していたことを示唆する描写もある。
- 紹介所に登録されるキャラの名前（正式名称）には一定の法則がある。キャラ本来の名前は後半部分の「実名」と呼ばれる部分のみで、前半に冠されるのは「屋号」と呼ばれるキャッチフレーズを兼ねた名前である。屋号は登録名称としての意味合いが強く、キャラ自身が自由に変更できる。のらみみの場合、「見習いこぼうず」が屋号、「のらみみくん」が実名にあたる。
- どんなキャラにも体のどこかに「弱点」がある。弱点を強く刺激されると、全身の力が抜け悪寒や震えに襲われる「ふぬけ」と呼ばれる状態になってしまう。「ふぬけ」は数時間で自然に回復するが、キャラは弱点を突かれることに大きな屈辱を感じるため、弱点に関することは話題にすることそのものがタブーとなっている。弱点は各キャラの特徴的な部分であることが多い（シナモンはツノ、カパユキは頭の皿など）。のらみみにはなぜか弱点がなく、キャラに弱点というものがある事自体知らなかった。

### 居候
キャラたちは子供のいる家庭に居候し、生活を共にする。「キャラは子供の元にしか居候できない」という原則があるため、多くのキャラは子供の小学校卒業の時期に合わせて居候を解消し、新しい居候先を探す。紹介所を介さず直接交渉で居候先を決めるキャラもいるが、紹介所を利用するのが一般的。居候先の希望はキャラにより様々（例えば人魚タイプなら池やプールのある家）だが、キャラは目立ちたがる存在であるため、きょうだいがいる等の理由で一軒の家に複数のキャラが居候する状態「ダブルキャラ」や、近所に同じタイプのキャラが居候しているなどの条件は敬遠される。また、キャラにとっての憧れの居候先は、「ドジでメガネの一人息子」がいる家庭である。これはキャラの本能的なものらしい。
- 居候していない状態のことを「フリー」「居候浪人」と呼ぶ。
- 居候の成立のさせ方や居候紹介所の業務内容を定める「居候安定法」という法律が存在する。また、子供のいる家庭がキャラを居候させる事はほぼ当たり前の慣習になっているが、特に義務付けられている訳ではないらしく、教育方針等によりキャラを居候させない親も少数ながら存在する。

### 居候紹介所
新しい居候先を探すキャラと、キャラを求める家庭との間を取り持つ業者。複数の企業が参入しており、特に大手なのは「ハローキッズ」「キャラワールド」の2社である（作中に登場するのは主にハローキッズ）。ハローキッズでは「居候キャラ紹介所」という呼称も使用している。
キャラや居候先の紹介以外にもさまざまなサービスを行っており、ハローキッズの場合、居候中のキャラが家を空ける際に代わりのキャラが一時的に居候する「代キャラ」、遠方にある新しい居候先への長距離送迎車「キャラバス」、キャラアレンジサービス「イメチェン」、お別れにもっともらしい理由を用意して子供に夢を与える「お別れイベントサービス」等がある。
ハローキッズとキャラワールドでは居候に対する考え方が異なるらしく、キャラワールドでは一人の子供がキャラ離れするまでに何体ものキャラを居候させるというやり方で業績を伸ばしていたこともある。
- アニメ公式サイトやDVD封入解説書に見られる「居候キャラ相談所」は誤り。

### キャラポスト・キャラホテル
ともにキャラ用の施設。キャラポストは郵便局と貸し倉庫を足して2で割ったようなシステムで、キャラ（その性質上住所が変わりやすい）への連絡先を確保するための機関。キャラが自分の私書箱「キャラ箱」を最寄のキャラポスト局に置くことにより、名前が分かっていればそのキャラに手紙などを届けることができる。キャラホテルは居候していないキャラのための宿泊施設で、次の居候先が見つかるまでの間、寝床と食事を無料で提供する。
- アニメでは「キャラ箱」の名称が「キャラボックス」に変更されている。

## サブタイトル一覧
本作では第1話、第2話…等の記載なく、形式的に1,2,3…と表記する。
1巻
1. 居候の世界
2. 12歳の世界
3. のらみみブロッサム
4. はじめての代キャラ
5. キャラバン出発進行
6. 甘い誘惑
7. おあかしなふたり
8. 半田オリジナル
9. ダブル・ダブル
2巻
10. タコヤキネバーランド
11. 我らチョコバット団
12. 歳末大忙し
13. 鬼に金棒
14. 居候カリキュラム
15. 少年飛行訓練
16. モジャモジャ大捜索
17. アンドリュー・ザ・ドック
18. ヒミツの居候
3巻
19. のらみみサンシャイン
20. オヤジ参観
21. 秋風ウソヒミツ
22. ドッタリ君の快適居候生活
23. 恐怖のオバケモンスター
24. あまのじゃくシナモン
25. パラレル送別会
26. のらみみ入門・前篇
27. のらみみ入門・後編
4巻
28. 金魚ツアーズ
29. ビック・キッチン
30. ドリーム・ジャンボリー
31. ぼくのスーパーロボ
32. 行楽パーマネント
33. ドッタリ君のキャラホテル滞在記・前篇
34. ドッタリ君のキャラホテル滞在記・後編
35. まんぷくゆきごはん
36. トマゴメ大一家
5巻
37. ウサミミデラックス
38. 春のうららら
39. でべそマーメード
40. コバチ再見
41. 50001g
42. 魔女っ子メリィーちゃん・前篇
43. 魔女っ子メリィーちゃん・後編
44. はじめの一歩
6巻
45. おたまじゃくそんの夏
46. くろまるだんご
47. 灼熱のエイリアン
48. シナモンと迷子の森
49. 秋風ドッタリ君
50. 操り人形うわの空・前篇
51. 操り人形うわの空・後編
52. のらみみ冬将軍
7巻
53. ドッタリ君のはじめてのおつかい
54. お別れのしくみ
55. エアスイミング
56. 居候の部屋
57. 3匹のこぼうず
58. 古い居候の世界・前篇
59. 古い居候の世界・中編
60. 古い居候の世界・後編
8巻
61. シナモンと55匹のおまじない
62. のらみみジャイアント
63. ありふれたネコ
64. 緑山スペシャル
65. 最後のキャラヒーロー
66. さようならドッタリ君
67. 居候の日常・前編
68. 居候の日常・後編

## テレビアニメ
2008年1月から同年3月まで中部日本放送（現・CBCテレビ）製作でTBS系列ほかにて放送された。全12話。
ストーリー上の主な原作との相違点としては、第4話以降の大部分の回にシナモンの登場シーンが追加されている点や、一部のエピソードの季節が変更されている点などがある。また、第1話Bパート「うたうコトリ」と第9話Bパート「のっぺりサムデイ」はアニメオリジナルになっており、登場するキャラもアニメオリジナルキャラとなっている。
ナレーションには冨澤風斗が起用されている。
また、第2期の製作が決定され、『のらみみ2（に）』と題して2008年10月から同年12月まで放送された。全12話。
放送期間中の同年10月26日と11月24日、12月14日には、阿佐ヶ谷ロフトAにて「のらみみ2 マンスリートークライブ」が行われ、同作で黒丸の声を担当する鷲崎健や、お笑い芸人の前田登（はりけ〜んず）、音泉プロデューサーのやまけん（タブリエ・コミュニケーションズ取締役）が出演した。
前作同様にCBCが製作を担当するが、関東圏での放送に関しては、前作を放映した関東広域局のTBSではなく、再放送を行った東京都域独立UHF局のTOKYO MXが担当する（すなわち、CBCにとっては『RAY THE ANIMATION』以来2年ぶりの自社製作UHFアニメということになる。なお、CBC単独製作では『最終兵器彼女』以来6年ぶり。

### アニメに登場したキャラ

#### 第1期
トビ丸 / タテロル / ヤミキチ
声 - 丸山優子（トビ丸） / 柿原徹也（タテロル）
トビ丸はコミックス1集「居候の世界」冒頭の1コマに登場しているが原作では名前がないキャラ。タテロル、ヤミキチはアニメオリジナル。アニメ第1話冒頭の「居候キャラのいる世界」を描いたシーンに登場した、どこか懐かしい姿のキャラたち。
- このオープニング部分は今では珍しくなったセルが使用されており、擬似4:3画面（画面左右はグレー）で、『オバケのQ太郎』(第一期および新）や『ど根性ガエル』等、往年の東京ムービー（本作の制作会社でもある現在のトムス・エンタテインメント）作品を彷彿とさせる絵柄で描かれている。

クマエモン
声 - 西前忠久
コミックス1集「居候の世界」に登場。クマタイプのキャラ。正式名称は「タヌキじゃないぞ!クマエモン」。狸と間違えられるのを気にしている。居候している家の子供（ヒロくん。23歳）が16年たっても「キャラ離れ」してくれず、こっそり別の居候先を探すため59号店を訪れる。
- アニメでは、原作で登場する「白リンゴ・アカホッペ」に代わり「のらみみサンシャイン」にも登場。

ハム公
声 - 布目貞雄
コミックス1集「居候の世界」に登場。ハムスタータイプのキャラ。正式名称は「大きめハムスター・ハム公」。居候先の子供が中学校に進学するため新しい居候先を探しに59号店に来た。言動に人気キャラゆえの傲慢さが見受けられる。
チーパッパ
声 - こじまかずこ
アニメオリジナルキャラ（デザインは原作者が担当）。鳥タイプのキャラ。正式名称は「コトリのチーパッパ」。のらみみが公園を訪れると、滑り台の上で歌っているチーパッパに出会った。彼女いわく「気がついたらそこにいた」らしい。歌うのが得意だが、あまりにも当たり前の行為であるため、特技とは認識していない。トマゴメ所長が飛び込み営業で歌が好きなキャラを探している家庭をみつけ、引き取られていった。よく歌っている歌は「すずめの学校」。頭から生えた小羽は喜ぶたびにぴこぴこ動く。
エリック（アニメ版ではフィリップ）
声 - 伊倉一恵
コミックス1集「はじめての代キャラ」に登場。昆虫（あおむし）タイプのキャラ。正式名称は「まんぷくあおむし・エリック（フィリップ）」。年に一度蛹になる習性がある。通常は蛹から大きな青虫になるだけだが、お別れの年はチョウの姿に羽化する（その後小さな青虫に戻る）。なお、蛹状態でも話すことはできる。居候先の少年（カン太郎）が小学6年生の年に代キャラを依頼し、のらみみが代キャラを務めた。
シガラキ
声 - 緒方賢一
コミックス3集「オヤジ参観」、5集「はじめの一歩」に登場。狸タイプのキャラ。正式名称は「古狸・シガラキ」。酒やタバコを好むなどオヤジ臭い面があり、子供より親父と気が合う。父親が単身赴任している家庭に居候している。所長のゴルフ仲間で紹介所の人間とは顔見知り。休載前の最終回「はじめの一歩」には1コマのみ登場。
- アニメでは「あまのじゃくシナモン」にも登場。

9B（キュービー）
声 - 伊東みやこ
コミックス4集「ぼくのスーパーロボ」、5集「はじめの一歩」に登場。ロボットタイプのキャラ。正式名称は「アイアンギミック・BBBBBBBBB（9B）」。コタ朗の家に居候中。機械然としたしゃべり方をし、性格は冷淡。人間の作った機械とは異質な存在であるため、整備などは居候先の子供にしかできない。付属品としてリモコンがある。「はじめの一歩」には2コマのみ登場。
チタンカーボン
コミックス1集「甘い誘惑」、3集「あまのじゃくシナモン」、5集「はじめの一歩」に登場。ロボットタイプのキャラ。正式名称は「超合金・チタンカーボン」。キャラワールドの営業のやり方によって短い居候を繰り返し、心身ともにすり減っていたときにのらみみと出会う。男の子に絶大な人気を誇るキャラで、後にタレント活動を始めた。現在はタレントキャラの頂点に立つ存在となっており、タレントキャラにうるさいシナモンも一目置いているらしい。「はじめの一歩」には1コマのみ登場。
- 「甘い誘惑」がアニメ化されなかったため、アニメではタレントキャラとしてのみ登場。のらみみと会ったことはない事になっている。

ゴンザレス
声 - 松尾大亮
コミックス3集「あまのじゃくシナモン」に登場。シナモンの芸を観に集まったキャラの中の1体で、原作では名前がない。
- アニメでは、原作で登場する「目玉のクロベエ」に代わり「モジャモジャ大捜索」にも登場。

ピー宙
コミックス3集「ドッタリ君の快適居候生活」、「あまのじゃくシナモン」に登場。ネコタイプのキャラ。正式名称は「ボーシネコ・ピー宙」。帽子好きで、様々なデザインの帽子を持っているが、中にはドッタリ君のズタブクロを思わせる巨大なものもある。
ブロッサム
声 - かないみか
コミックス1集「のらみみブロッサム」に登場。花タイプのキャラ。正式名称は「花の精霊・ブロッサム」。占いが得意で相手の体に根を張り相手の意識と同化したり出来る。花言葉は「未来への翼」と自称する。
ピョン助/ウサ吉
声 - 塩屋浩三 / 塩屋翼
コミックス1集「ダブル・ダブル」（アニメ放送時は「ダブルダブル」。DVDでは原作の表記に戻っている）、3集「秋風ウソヒミツ」、5集「はじめの一歩」に登場。兎タイプのキャラ。正式名称は「スーパージャンピング・ピョン助」、「ミラクルラビット・ウサ吉」。姿形はそっくりで双子のように見えるが赤の他人。なぜか昔から居候先が近所になり、姿が似ているためよく間違えられそれを不満に思っている。外見に似合わず、2人とも物事について哲学的に捉える傾向がある。「はじめの一歩」には1コマのみ登場。
アスナロ
声 - 水島大宙
コミックス3集「秋風ウソヒミツ」、5集「はじめの一歩」に登場。ピノキオタイプのキャラ。正式名称は「木製・アスナロ」。（本来なら）ウソをつくと鼻が長く伸びる。恋愛感情を持たないはずのキャラでありながら更科に対して猛烈なアタックを掛ける。「はじめの一歩」には1コマのみ登場。
アンドリュー
声 - 黒田崇矢
コミックス2集『アンドリュー・ザ・ドッグ』に登場。犬の姿をしたキャラだが、その正体はコピー能力によりどのようなキャラにも変化できる「ヘンゲのドンネ」。別名「ウィリアム」。
かってとある組織でスパイとして働いていたが、能力を使用するためには一度居候してお別れする必要があるため、潜入のたびに居候先と悲しい別れを経験しなければならないことに悩み、組織を抜けたため追われている。
組織の追跡を逃れるため、「のらみみ」そっくりのキャラに変身し、元の居候先に帰った。
トリミ
声 - 田中敦子
コミックス2集『アンドリュー・ザ・ドッグ』に登場。ニワトリタイプのキャラ。正式名称は「コケコッコ・トリミ」。別名フランソワ。アンドリューの元同僚であるらしい。現在は通常のキャラとして居候生活を送っている。
スミス
声 - 真田アサミ
コミックス4集『ビッグ・キッチン』に登場。かわいいコックさん（オバケ）タイプのキャラで猿と鳥に似た姿をしており、常にコックの格好をしている。正式名称は「クッキング・スミス」。料理から掃除まで家事全般をそつなくこなす。スミスの作る料理は絶品で、ハローキッズの仕事で家に通っていたのらみみも絶賛するほど（アニメではさらにエスカレートし、ご飯を食べに行き続けるために仕事をごまかすほど）である。
サム
声 - 坂本千夏
アニメオリジナルキャラ。モンスタータイプ。正式名称は「のっぺりサムくん」。まだキャラが普及していない30年前に居候をしていた。駄洒落が好きで、居候先の少年（カッちゃん）と一緒に2人だけの合言葉をいくつも作っていた。
ムクチ
コミックス2集「モジャモジャ大捜索」、5集「はじめの一歩」に登場。アシカタイプのキャラ。正式名称は「足利ムクチ」。無口でほとんどしゃべらない。
さりげなく困っている人を助け、どこからともなく便利な道具を出す。その為、居候先の人だけではなく周りの人からも好感を持たれている。「はじめの一歩」には1コマのみ登場。
のむらみみ（野村美々）
声 - 清水育子
コミックス2集「モジャモジャ大捜索」に登場。ミツバチ（昆虫）タイプのキャラ。正式名称は「みならえ！のむらみみ（野村美々）」。のらみみと名前が似ている為、キャラ箱に自分宛の品をのらみみに渡されてしまう。
ニゴロ
声 - こやまきみこ
コミックス3集「パラレル送別会」に登場。まんじゅうタイプのキャラ。正式名称は「くりまんじゅう・ニゴロ」。1体だけ存在している訳では無く、数体に分裂しているがすべて含めて1体のキャラである。意識もつながっており、食事も一部の個体が摂れば全体に行き渡るらしい。気が弱く、居候先の少年（サト司）にお別れの時期が近いことをなかなか言い出せずにいた。
メリィー
声 - 本名陽子
コミックス5集「魔女っ娘メリィーちゃん・前編」「魔女っ娘メリィーちゃん・後編」に登場。魔法使いタイプのキャラ。正式名称は「魔女っ娘・メリィー」。外見上は人間とほとんど見分けがつかないが、キャラなので人間の恋愛感情を理解することはできず、小学校高学年になった居候先の少年（夏目シゲル）が示す複雑な態度を、本当に嫌われていると思い悩んでいた。使える魔法は「キラキラする魔法」のみ。
グモーラモ
声 - 谷古美玲
コミックス5集「魔女っ娘メリィーちゃん・後編」に登場。ミジンコタイプのキャラ。正式名称は「でかミジンコ・グモーラモ」。居候先の少年（ヌマジ栄作）同様、「ぐへっぐへっ」と特徴的な笑い方をする。
- 監督の湖山禎崇が特に気に入っているキャラだという。

トリメガネ
声 - 間島淳司
コミックス3集「のらみみ入門・前編」「のらみみ入門・後編」に登場。トリタイプのキャラ。正式名称は「人間ウォッチング・トリメガネ」。半田が「ニコニコ紹介所」にいたころに出会ったキャラ。常に分厚いメガネをかけている。新しい居候先を見つけるためにニコニコ紹介所を訪れるが、半田の手際の悪さに腹を立てて出て行ってしまう。
デカメロン
声 - 木村はるか
コミックス3集「のらみみ入門・後編」に登場。メロン・刑事（果物・ヒト）タイプのキャラ。正式名称は「地球刑事・デカメロン」。半田がニコニコ紹介所にいたころに出会ったキャラ。特撮ヒーローを思わせる外見をしており、テレビ番組にも出演する人気キャラである。客をだましてのらみみのイメージをアップさせ、居候契約を成立させる事を目論み、ニコニコ紹介所の所長がツテを使って呼び出した。アニメでは、屋号が「宇宙刑事」に変更されている。

#### 第2期
カブレロ
声 - 福圓美里
ライオネル
声 - 楠見尚巳
クロベエ
声 - 斎藤千和
ブンブン
声 - 高垣彩陽
ジェームス
声 - 小森まなみ
蒲公英
声 - 秋元羊介
イカモン
声 - 小泉豊
ヤギロベエ
声 - 岡村明美
チュウ太
声 - 松崎亜希子
ストロガノフ
声 - 子安武人
金魚ちゃん
声 - 新谷良子
マクダーナル
声 - 小島幸子
ムイムイ
声 - 藤村歩
エメテン
声 - 澤田将考
オバケモンスター
声 - 鈴木賢
たまや
声 - 檜山修之
シンシア
声 - 大門真紀
黒丸
声 - 鷲崎健
コミックス5集「はじめの一歩」、6集「くろまるだんご」に登場。ペンギンタイプのキャラ。正式名称は「毛根ペンギン・黒丸」太いが柔らかい毛で体表が覆われている。ほとんど日本語に聞こえないほど訛りが強く、しばらくの間一緒にいた者でないと聴き取る事が出来ない。
ガハク
声 - 松岡文雄
トリロー
声 - 鈴木千尋
アカホッペ
声 - 沢城みゆき
コミックス2集「歳末大忙し」から登場する、りんごタイプのキャラ。正式名称は「白リンゴ・アカホッペ」。秋に居候先とお別れし、しばしの自由を満喫していたが、年の瀬に偶然通りかかったハローキッズ59号店で、新サービスに応募するキャラ達で混雑している様と、そこで働くのらみみに興味を持ち、自分も（のらみみの子分になる事を条件に）ハローキッズで働こうとするが、閉店間際に飛び込みでやってきた客に気に入られ、そこの家庭に居候するためハローキッズを一日で去っていった。性格は大人しく利発で行儀もいいが上記の通り好奇心も旺盛で、また、前の居候先（八百屋）の手伝いで鍛えられたこともあり客あしらいが上手く、上記の通りハローキッズが新サービスに登録するキャラでごった返して暴動寸前の状況だったのを、素晴らしい手際の良さで収めている。
- アニメ第3話（原作ではコミックス3集に収録）「のらみみサンシャイン」で、ヘイホーコンの下敷きになったのらみみを救出したのはアニメではクマエモンになっているが、原作の方ではアカホッペが救出している。

ユキノフ
声 - 鈴木晶子
チェルシー
声 - 関俊彦
トーマス
声 - 増岡太郎
豚郎
声 - 大門真紀
クローバルフリ夫
声 - 折笠愛
パーマネント
声 - 若林直美

### スタッフ
- 原作 - 原一雄
- 監督 - 湖山禎崇
- シリーズ構成 - 中村誠
- キャラクターデザイン - 増田敏彦
- 美術監督 - 加藤賢司
- 色彩設計 - 原田幸子
- 撮影監督 - 森下成一、菊池達也
- 編集 - コヤケタカフミ
- 音響監督 - 本山哲
- 音楽 - 中川孝
- プロデューサー - 岩佐芳弘、久保雄輔、吉野朋子
- 制作 - トムス・エンタテインメント
- 製作 - 中部日本放送、「のらみみ」製作委員会（トムス・エンタテインメント、バップ、ソニーPCL）

### 主題歌
オープニングテーマ「古い定休日のうた」
作詞 - 東京ムービー企画部 / 作曲・編曲・歌 - 栗原正己（日本コロムビア）
- 第2シリーズでは歌詞が2番のものに代わっている。

エンディングテーマ「roundabout」
作詞 - 葛谷葉子 / 作曲 - 高見優 / 編曲 - 阿部潤 / 歌 - 加賀美セイラ（バップ）

### 各話リスト
| 話数      | サブタイトル             | 脚本              | 絵コンテ        | 演出         | 作画監督       |
| のらみみ  | のらみみ                 | のらみみ          | のらみみ        | のらみみ     | のらみみ       |
| --------- | ------------------------ | ----------------- | --------------- | ------------ | -------------- |
| 1         | 居候の世界               | 中村誠            | 湖山禎崇        | 湖山禎崇     | 増田敏彦       |
| 1         | うたうコトリ             | 中村誠            | 湖山禎崇        | 湖山禎崇     | 増田敏彦       |
| 2         | はじめての代キャラ       | 中村誠            | 湖山禎崇        | 湖山禎崇     | 石之博和       |
| 2         | オヤジ参観               | 中村誠            | 福冨博          | 福冨博       | 三本めぐみ     |
| 3         | のらみみサンシャイン     | 立花キチオ        | 矢澤範生        | 成川武千嘉   | 遠藤靖裕       |
| 3         | ぼくのスーパーロボ       | 中村誠            | 矢澤範生        | 成川武千嘉   | をがわいちろを |
| 4         | あまのじゃくシナモン     | 中村誠            | 佐々木奈々子    | 佐々木奈々子 | 増田敏彦       |
| 5         | 半田オリジナル           | 中村誠            | 湖山禎崇        | 湖山禎崇     | 三本めぐみ     |
| 5         | のらみみブロッサム       | 中村誠            | 福冨博          | 福冨博       | 宗崎暢芳       |
| 6         | ダブルダブル             | 中村誠            | 山岡実          | 山岡実       | こかいゆうじ   |
| 6         | 秋風ウソヒミツ           | 中村誠            | 安濃高志        | 山岡実       | 鈴木欽一郎     |
| 7         | タコヤキネバーランド     | 金月龍之介        | 佐々木奈々子    | 佐々木奈々子 | 増田敏彦       |
| 7         | アンドリュー・ザ・ドッグ | 中村誠            | 佐々木奈々子    | 佐々木奈々子 | 吉川真一       |
| 8         | ビッグ・キッチン         | 立花キチオ 中村誠 | 岡英和          | 岡英和       | をがわいちろを |
| 9         | ドッタリ君の快適居候生活 | 中村誠            | 葛谷直行 福冨博 | 向後知一     | 石之博和       |
| 9         | のっぺりサムデイ         | 中村誠            | 湖山禎崇        | 湖山禎崇     | 石之博和       |
| 10        | モジャモジャ大捜索       | 金月龍之介        | 柳瀬雄之        | 柳瀬雄之     | 田辺由憲       |
| 10        | パラレル送別会           | 立花キチオ 中村誠 | 柳瀬雄之        | 柳瀬雄之     | 木場田実       |
| 11        | 魔女っ娘メリィーちゃん   | 中村誠            | 矢野博之        | 辻泰永       | 増田敏彦       |
| 12        | のらみみ入門             | 金月龍之介 中村誠 | 福冨博          | 福冨博       | 宗崎暢芳       |
| のらみみ2 |                          |                   |                 |              |                |
| 1         | キャラバス出発進行       | 市川成            | 根岸宏樹        | 小澤慎一朗   | をがわいちろを |
| 1         | ちるちるさくら           | 中村誠            | 須田裕美子      | 小澤慎一朗   | をがわいちろを |
| 2         | 居候カリキュラム         | 市川成            | 福冨博          | 福冨博       | 三本めぐみ     |
| 2         | 春のうららら             | 市川成            | 福冨博          | 福冨博       | 石之博和       |
| 3         | 我らチョコハット団       | 中村誠            | 中村誠          | 中村誠       | 吉川真一       |
| 3         | みずあめプレーボール     | 中村誠            | 矢野博之        | 高橋正典     | 増田敏彦       |
| 4         | ドリーム・ジャンボリー   | 市川成            | 安濃高志        | 小野田雄亮   | 木場田実       |
| 4         | 金魚ツアーズ             | 市川成            | 安濃高志        | 小野田雄亮   | 佐藤恵         |
| 5         | 恐怖のオバケモンスター   | 市川成            | 福冨博          | 福冨博       | 宗崎暢芳       |
| 5         | 灼熱のエイリアン         | 市川成            | 福冨博          | 福冨博       | 三本めぐみ     |
| 6         | でべそマーメイド         | 市川成            | 須田裕美子      | 小澤慎一朗   | をがわいちろを |
| 6         | 満開てやんでい           | 中村誠            | 根岸宏樹        | 小澤慎一朗   | をがわいちろを |
| 7         | くろまるだんご           | 市川成            | 佐々木奈々子    | 佐々木奈々子 | 吉川真一       |
| 7         | 虹色キャンバス           | 中村誠            | 佐々木奈々子    | 佐々木奈々子 | 増田敏彦       |
| 8         | ヒミツの居候             | 市川成            | 福冨博          | 福冨博       | 石之博和       |
| 8         | 50001g                   | 市川成            | 福冨博          | 福冨博       | 宗崎暢芳       |
| 9         | 少年飛行訓練             | 市川成            | 柳瀬雄之        | 柳瀬雄之     | 鈴木欣一郎     |
| 9         | みんなでゴルフ           | 中村誠            | 安濃高志        | 柳瀬雄之     | 木場田実       |
| 10        | 行楽パーマネント         | 市川成            | 福冨博          | 福冨博       | 宗崎暢芳       |
| 10        | ウサミミデラックス       | 市川成            | 福冨博          | 福冨博       | 三本めぐみ     |
| 11        | 歳末大忙し               | 市川成            | 須田裕美子      | 小澤慎一朗   | をがわいちろを |
| 11        | まんぷくゆきごはん       | 市川成            | 須田裕美子      | 小澤慎一朗   | をがわいちろを |
| 12        | 付け鼻大捜査線           | 中村誠            | 湖山禎崇        | 湖山禎崇     | 吉川真一       |
| 12        | はじめの一歩             | 中村誠            | 湖山禎崇        | 湖山禎崇     | 増田敏彦       |

### 放送局
| 放送地域   | 放送局             | 放送期間                      | 放送日時           | 系列      | 備考             |
| 第1期      | 第1期              | 第1期                         | 第1期              | 第1期     | 第1期            |
| ---------- | ------------------ | ----------------------------- | ------------------ | --------- | ---------------- |
| 中京広域圏 | 中部日本放送       | 2008年1月9日 - 3月26日        | 水曜 25:45 - 26:15 | TBS系列   | 制作局           |
| 関東広域圏 | 東京放送           | 2008年1月11日 - 3月28日       | 金曜 26:25 - 26:55 | TBS系列   |                  |
| 日本全域   | キッズステーション | 2008年2月11日 - 4月28日       | 月曜 24:00 - 24:30 | CS放送    | リピート放送あり |
| 東京都     | TOKYO MX           | 2008年4月3日 - 6月19日        | 木曜 23:00 - 23:30 | 独立UHF局 |                  |
| 第2期      |                    |                               |                    |           |                  |
| 中京広域圏 | 中部日本放送       | 2008年10月1日 - 12月17日      | 水曜 25:29 - 26:00 | TBS系列   | 制作局           |
| 東京都     | TOKYO MX           | 2008年10月5日 - 12月21日      | 日曜 23:30 - 24:00 | 独立UHF局 |                  |
| 日本全域   | キッズステーション | 2008年11月13日 - 2009年2月5日 | 木曜 24:00 - 24:30 | CS放送    | リピート放送あり |

| 中部日本放送 水曜25:45 - 26:15枠                                                        | 中部日本放送 水曜25:45 - 26:15枠 | 中部日本放送 水曜25:45 - 26:15枠 |
| 前番組                                                                                  | 番組名                           | 次番組                           |
| --------------------------------------------------------------------------------------- | -------------------------------- | -------------------------------- |
| ケータイ刑事 銭形零                                                                     | のらみみ                         | イタズラなKiss ※25:50 - 26:20    |
| 中部日本放送 水曜25:29 - 26:00枠                                                        |                                  |                                  |
| COUNT DOWN TV ※24:55 - 25:45 （土曜25:55 - 26:40枠に移動）イタズラなKiss ※25:50 - 26:20 | のらみみ2                        | さまぁ〜ず式                     |
| TOKYO MX 木曜23:00 - 23:30枠                                                            |                                  |                                  |
| 時空警察ヴェッカーシグナ（再）                                                          | のらみみ                         | スケアクロウマン                 |